# Mingo Ràfols i Olea
Mingo Ràfols i Olea (Barcelona, 1956) és un actor català de teatre, cinema i sèries de televisió.
El seu debut professionalment fou al 1976 amb Faixes, turbants i barretines, de Xavier Fàbregas. Ha intervingut en nombrosos muntatges, entre d'altres, L'òpera dels tres rals de Bertolt Brecht (1984), Les alegres casades de Windsor de William Shakespeare (1994), Espectres de Henrik Ibsen (2008) o Hikikomori de Jordi Faura (2009).
Ha treballat amb diverses companyies, com la del Teatre Lliure (1981-82) o la de Josep Maria Flotats (1990) o la Companyia Teatre Romea (2001-2010), on ha actuat, entre d'altres, a El rei Lear de William Shakespeare (2004), Tirant lo Blanc (2007), o Terra Baixa d'Àngel Guimerà (2009).
Ha treballat també en cinema, Què t'hi jugues, Mari Pili? (1990), Aquesta nit o mai (1992), Morir (o no) (1999), Un cos al bosc (1996) o Krámpack (2000), i ha col·laborat en programes i sèries de televisió.

## Reconeixements
- Premi Especial d'Interpretació de la Critica Teatral de Barcelona 1996-97 per Maria Rosa
- Premi al millor actor de teatre de l'AADPC 1995 per El Rei Joan
- Premi Especial d'Interpretació de la Critica Teatral de Barcelona 1995-96 per El Rei Joan
- Premi Especial d'Interpretació de la Critica Teatral de Barcelona 1992-93 per La nit just abans dels boscos
- Premi d'interpretació teatral de l'AADPC 1993 per La nit just abans dels boscos
- Nominat com a millor actor per l'AADPC a Bones Festes
- Nominat als Premis Butaca per Coronel Ocell
- Nominat als Fotogramas de Plata per Macbeth i als Premis Butaca per Orfeu als inferns

## Cinema
- Yo, el Vaquilla, (1985), Dir: José Antonio de la Loma
- Bar-cel-ona, (1987), Dir: Ferran Llagostera
- Barrios altos, (1987), Dir: José Luis García Berlanga
- Què t'hi jugues, Mari Pili?, (1991), Dir: Ventura Pons
- Aquesta nit o mai, (1992), Dir: Ventura Pons
- Gimlet, (1995), Dir: José Luis Acosta
- Un cos al bosc, (1996), Dir: Joaquim Jordà
- Morir (o no), (2000), Dir: Ventura Pons
- Krámpack, (2000), Dir: Cesc Gay
- Menja d'amor, Dir: Ventura Pons
- Noche de fiesta, (2002), Dir: Xavi Puebla
- Mil cretins, (2011), Dir: Ventura Pons
- Barcelona, nit d'estiu, (2013), Dir: Dani de la Orden
- Darrera la porta, (2015), Dir: David Gimbernat i Pere Solés
- Sabates grosses, (2017), Dir: Ventura Pons
- Mudar la piel, (2018), Dir: Cristóbal Fernández i Ana Schulz

## Televisió
- Las aventuras de Pepe Carbalho, (1986)
- Makinavaja, (1995)
- Estació d'enllaç, (1995)
- Nissaga de poder, (1996-1998)
- Cròniques de la veritat oculta, (1997)
- Hermanas, (1998)
- Homenots, (1999)
- Nissaga: l'herència, (1999-2000)
- El comisario, (2004)
- La princesa del polígon, (2007) (telefilm)
- Cuéntame cómo pasó, (2007-2009)
- El cor de la ciutat, (2008-2009)
- Acusados, (2010)
- Clara Campoamor, la dona oblidada, (2011) (telefilm)
- Homicidios, (2011)
- Carta a Eva, (2012)
- Kubala, Moreno i Manchón, (2014)
- El cas dels catalans, (2014) (telefilm)
- Carlos, rey emperador, (2015)
- Vida privada, (2017)